# Aphnaeinae
Sous-famille
Les Aphnaeinae sont une sous-famille de lépidoptères (papillons) de la famille des Lycaenidae. Elle comporte 278 espèces, réparties dans 17 genres. La plupart sont originaires d'Afrique, et certaines d'Asie.

## Historique
Les Aphnaeinae étaient auparavant considérés comme une tribu, appelée Aphnaeini, dans la sous-famille des Theclinae.

## Liste des genres
Selon Boyle et al., 2015, la sous-famille des Aphnaeinae comporte les 17 genres suivants :
- Aloeides Hübner, [1819]
- Aphnaeus Hübner, [1819]
- Argyraspodes Tite & Dickson, 1973
- Axiocerses Hübner, [1819]
- Cesa Seven, 1997
- Chloroselas Butler, [1886]
- Chrysoritis Butler, [1898]
- Cigaritis Donzel, 1847
- Crudaria Wallengren, 1875
- Erikssonia Trimen, 1891
- Lipaphnaeus Aurivillius, 1916
- Phasis Hübner, [1819]
- Pseudaletis Druce, 1888
- Trimenia Tite & Dickson, 1973
- Tylopaedia Tite & Dickson, 1973
- Vansomerenia Heath, 1997
- Zeritis Boisduval, [1836]

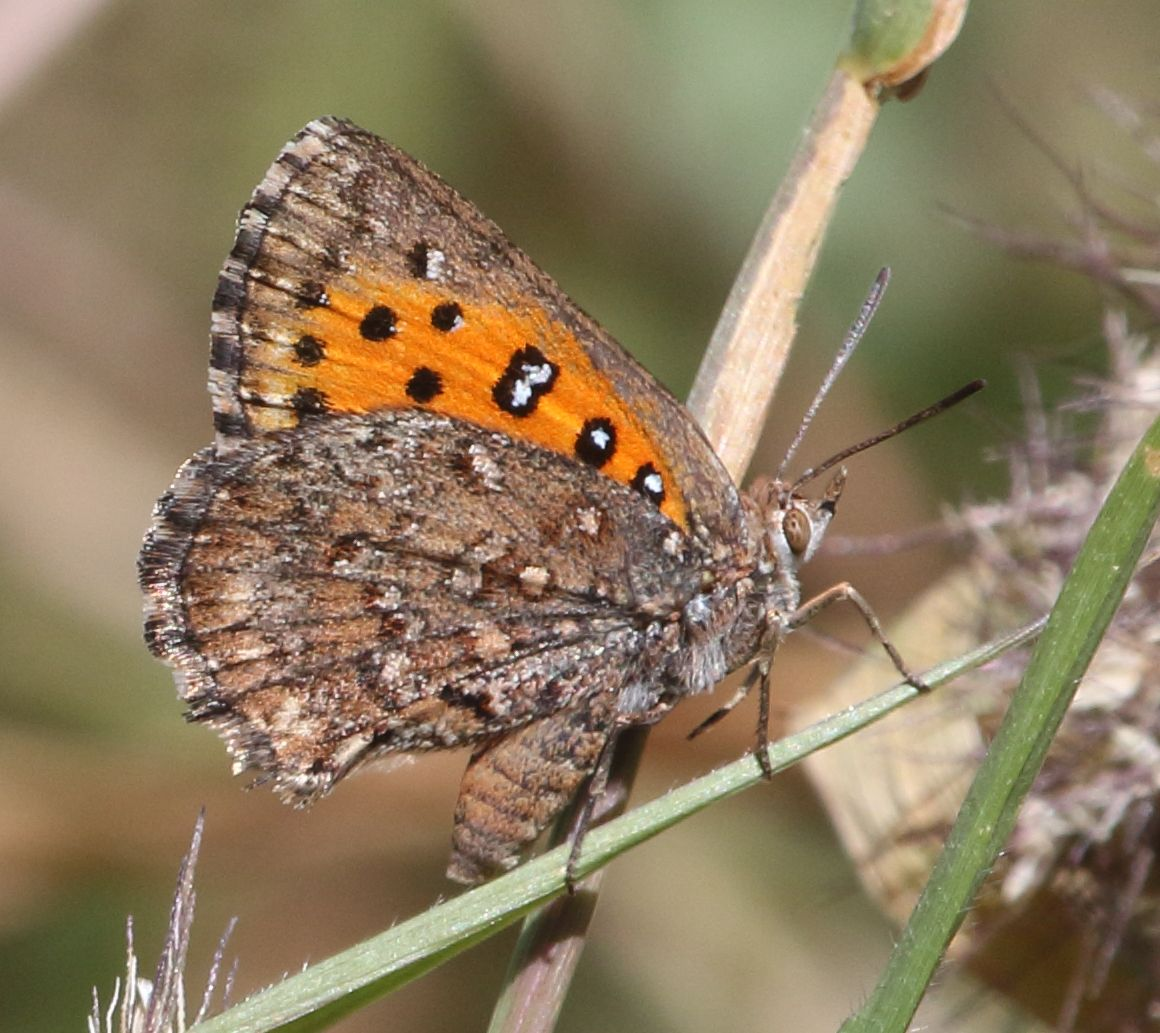
Aloeides vansoni
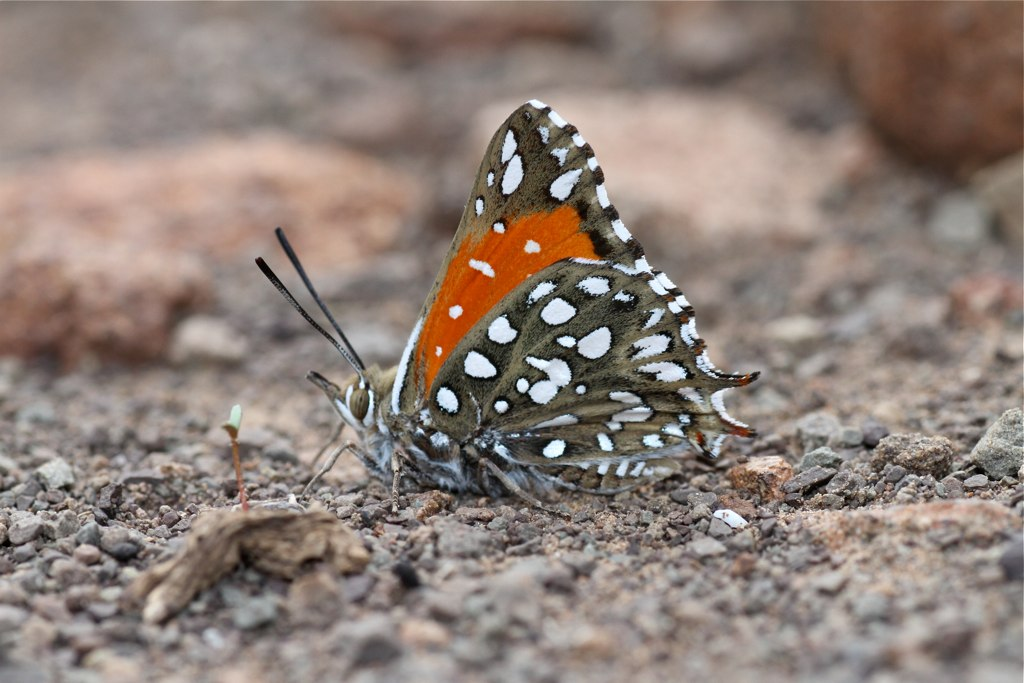
Argyraspodes argyraspis
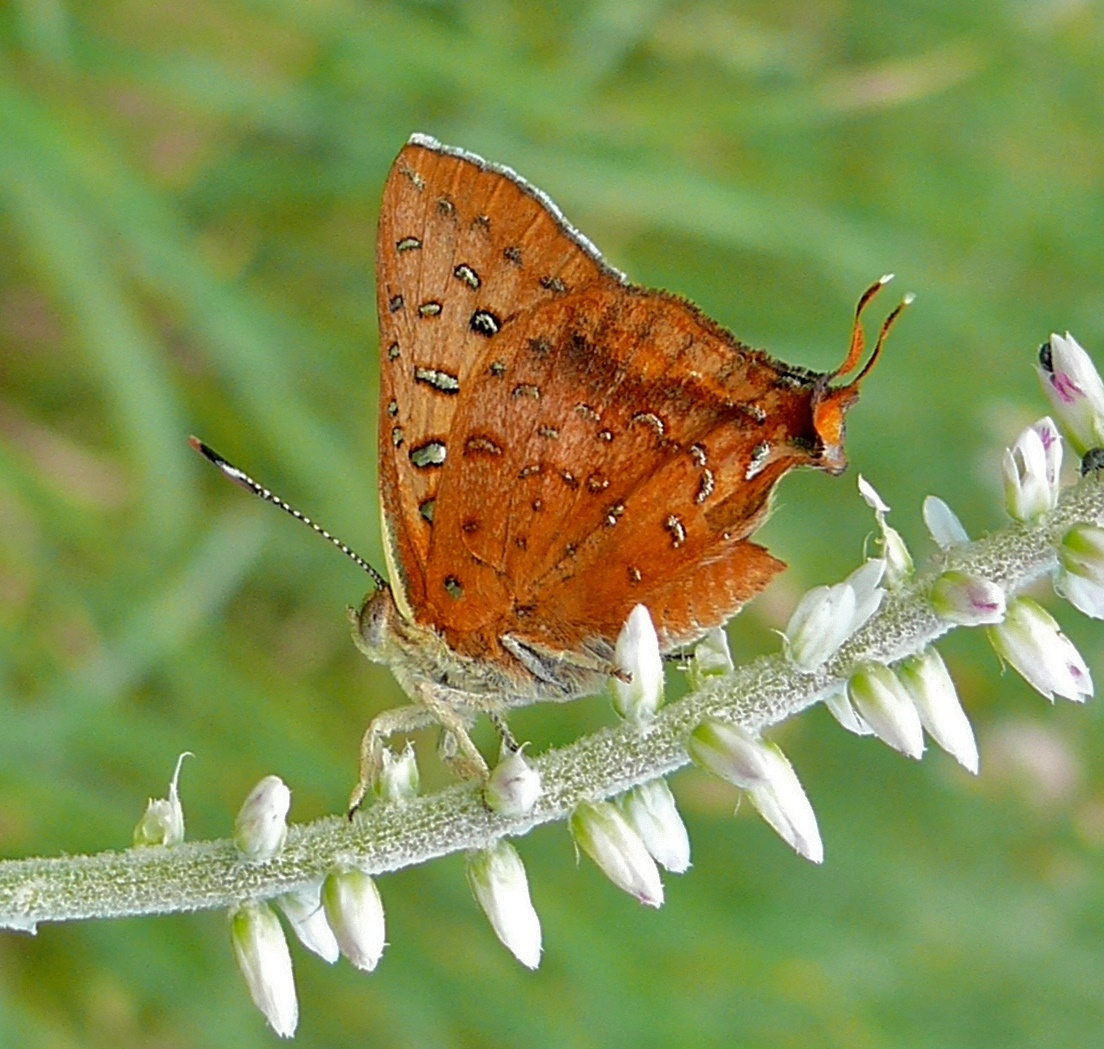
Axiocerses tjoane
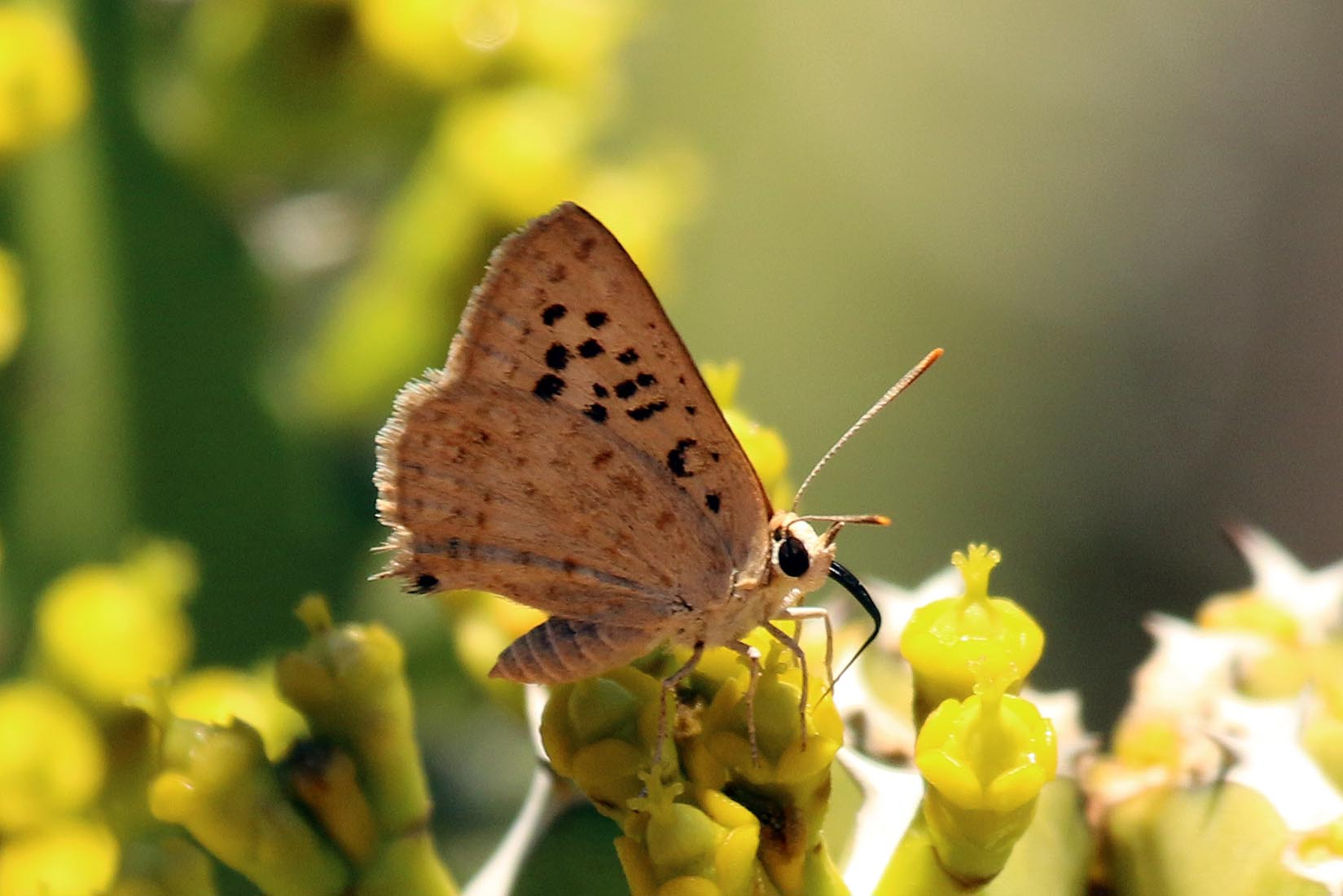
Crudaria leroma
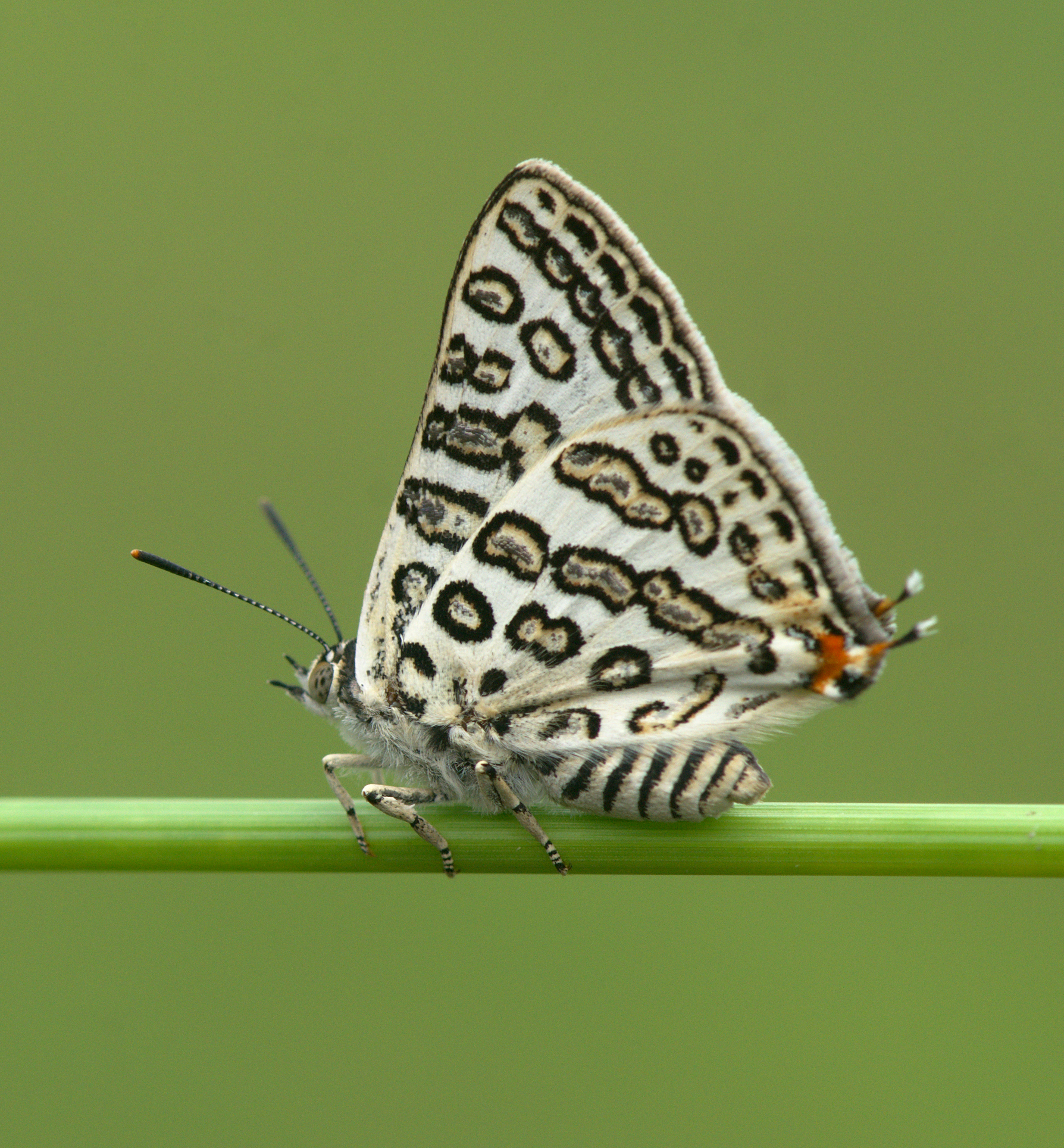
Cigaritis lilacinus